# Ormetica bonora
Ormetica bonora är en fjärilsart som beskrevs av William Schaus 1905. Ormetica bonora ingår i släktet Ormetica och familjen björnspinnare. Inga underarter finns listade i Catalogue of Life.